# Víctor Manuel Aguado
Víctor Manuel Aguado Malvido (ur. 1 kwietnia 1960 w mieście Meksyk) – meksykański piłkarz występujący na pozycji bramkarza, w późniejszym czasie trener.

## Kariera sportowa
Aguado jest wychowankiem drużyny Club León, w której barwach zadebiutował w meksykańskiej Primera División 8 stycznia 1983 w wygranym 1:0 spotkaniu z Pumas UNAM. Od tamtej pory był podstawowym golkiperem zespołu i niebawem został jednym z wyróżniających się bramkarzy w lidze, jednak nie osiągał ze swoją ekipą żadnych sukcesów, przeważnie walcząc o utrzymanie w najwyższej klasie rozgrywkowej. Po sezonie 1986/1987, kiedy to spadł z Leónem do drugiej ligi, podpisał umowę z Universidadem de Guadalajara, gdzie również szybko zapewnił sobie pewne miejsce między słupkami. W rozgrywkach 1988/1989 dotarł do finału Copa México, w sezonie 1989/1990 zdobył wicemistrzostwo Meksyku, natomiast w rozgrywkach 1990/1991 triumfował już w rozgrywkach krajowego pucharu. Karierę zakończył w ekipie Club Santos Laguna z miasta Torreón.
Aguado rozegrał trzy towarzyskie spotkania w seniorskiej reprezentacji Meksyku za kadencji selekcjonera Bory Milutinovicia. Zadebiutował w niej 29 listopada 1983 w zremisowanym 4:4 meczu z Martyniką, później wystąpił jeszcze w konfrontacjach z Kanadą (5:0) i USA (2:1).
Karierę trenerską Aguado rozpoczynał w zespole Tiburones Rojos de Veracruz; jego debiut w roli szkoleniowca nastąpił 25 lipca 1997 w zremisowanej 1:1 konfrontacji z Tecos UAG. Ze stanowiska odszedł po serii słabych wyników w lutym 1998 – ogółem z klubem z portowego miasta zanotował osiem zwycięstw, osiem remisów i dwanaście porażek, przyczyniając się do spadku Veracruz do drugiej ligi po sezonie 1997/1998. Później pracował jeszcze w drugoligowym Cruz Azul Hidalgo, natomiast w 2003 roku został selekcjonerem reprezentacji Gwatemali. Poprowadził ją w rozgrywkach Złotego Pucharu CONCACAF, gdzie Gwatemalczycy przegrali obydwa mecze i nie wyszli z grupy. Po kilku miesiącach pracy z kadrą został zastąpiony przez Ramóna Maradiagę i powrócił do ojczyzny, obejmując funkcję asystenta trenera Mario Carrillo w stołecznym Club América. W tej roli wywalczył mistrzostwo Meksyku z Américą w sezonie Clausura 2005. Po odejściu Carrillo został samodzielnym szkoleniowcem tego klubu, prowadząc go ze zmiennym szczęściem w siedmiu ligowych pojedynkach, po czym ustąpił miejsca Manuelowi Lapuente. W późniejszym czasie pracował jako członek zarządu swojej byłej drużyny, drugoligowego Club León.